# Los 50 de Joselito
Los 50 de Joselito es una agrupación musical colombiana fundada en 1998 en Bogotá, que interpreta música tropical, fusionando géneros tradicionales como cumbia, paseo, son paisa, merengue colombiano y vallenato y  música de la región caribe con un estilo moderno.

## Historia
La agrupación se formó en 1998 por el programador musical Álvaro Quintero y el director Raúl Campos y Nelson Diaz ( productor musical), quienes buscaban reinterpretar los grandes éxitos de la música tropical de las décadas de 1940 y 1950. Inspirados especialmente en el legado de Guillermo Buitrago, decidieron crear una versión más fresca y juvenil de sus composiciones. El nombre de la banda hace referencia tanto a los 50 años de la muerte de Buitrago como al cantante español Joselito.

## Miembros
La formación actual de Los 50 de Joselito incluye:
- Andy: Vocalista
- Danny: Vocalista
- Dubán: Vocalista
- Músicos: La banda cuenta con 10 músicos especializados en instrumentos tradicionales y modernos, como la guitarra, requinto, bombardino y clarinete.

## Estilo Musical
Los 50 de Joselito son reconocidos[¿según quién?] por fusionar el merengue colombiano, el porro, el paseo, el son paisa, la cumbia y otros géneros de la música tropical con elementos modernos y arreglos contemporáneos.

## Discografía

### Álbumes de Estudio
| Álbum                                  | Año  | Discográfica   | Canción más destacada |
| -------------------------------------- | ---- | -------------- | --------------------- |
| Legando una Tradición                  | 1998 | Fonocaribe     | Dame tu Mujer José    |
| Historia Musical de Los 50 de Joselito | 2004 | Discos Fuentes | Rosa María            |
| Más Vivos que Nunca                    | 2010 | Discos Fuentes | Más Vivos que Nunca   |
| Pasado y Presente: 14 Años de Éxitos   | 2012 | Discos Fuentes | María Teresa          |
| Evolución                              | 2022 | Independiente  | Cabeza de Hacha       |

### Recopilaciones y Ediciones Especiales
| Álbum                                   | Año  | Discográfica   | Canción más destacada |
| --------------------------------------- | ---- | -------------- | --------------------- |
| Colección de Éxitos (Vol. 1)            | 2010 | Discos Fuentes | El Pájaro Amarillo    |
| Homenaje a los Alegres Vallenatos       | 2010 | Discos Fuentes | El Ron de Vinola      |
| Más Vivos que Nunca (Concierto 85 Años) | 2023 | Independiente  | Arbolito de Navidad   |
| Legado de la Música Tropical            | 2020 | Independiente  | Compae Heliodoro      |
| Aniversario 25 Años                     | 2023 | Independiente  | El Bailador           |

## Premios, reconocimientos y logros
A lo largo de su carrera, Los 50 de Joselito han recibido diversos premios y reconocimientos:[cita requerida]
- Premios de la Música Tropical Colombiana: Los 50 de Joselito han sido galardonados en varias ediciones de estos premios.
- Reconocimiento a la Trayectoria: En 2018, la banda recibió un reconocimiento especial de la Fundación de la Música Colombiana.
- Disco de Oro y Platino: Varios de sus discos han sido certificados con Disco de Oro y Disco de Platino debido a sus ventas. Su álbum Más Vivos que Nunca (2010) fue uno de los más vendidos de la música tropical en ese año.
- Conciertos Internacionales: Han realizado presentaciones en países como Estados Unidos, México y España, Nicaragua, Ecuador, Venezuela o Australia.
- Premio Billboard de la Música Latina: En 2020, fueron nominados al Premio Billboard de la Música Latina como Mejor Artista Tropical del Año.